# MIDI

Музыкальный диапазон стандарта MIDI

MIDI (англ. Musical Instrument Digital Interface — «цифровой интерфейс музыкальных инструментов») — стандарт цифровой звукозаписи на формат обмена данными (интерфейс) между электронными музыкальными инструментами.
Интерфейс позволяет единообразно кодировать в цифровой форме такие данные как нажатие клавиш, настройку громкости и других акустических параметров, выбор тембра, темпа, тональности и др., с точной привязкой во времени. В системе кодировок присутствует множество свободных команд, которые производители, программисты и пользователи могут использовать по своему усмотрению. Поэтому интерфейс MIDI позволяет, помимо исполнения музыки, синхронизировать управление другим оборудованием, например, осветительным, пиротехническим и т. п.
Последовательность MIDI-команд может быть записана на любой цифровой носитель в виде файла, передана по любым каналам связи. Воспроизводящее устройство или программа называется синтезатором (секвенсором) MIDI и фактически является автоматическим музыкальным инструментом.

## История
К концу 1970-х годов получили распространение музыкальные синтезаторы. Они представляли собой наборы генераторов звуковых частот, управляемых напряжением. Нажатие клавиши на клавиатуре синтезатора включало генератор, частота которого задавалась напряжением от регулятора тональности данной клавиши. Количество отдельных генераторов определяло количество тонов синтезатора, которые могут звучать одновременно. Конкретные модели синтезаторов могли иметь особенности звучания и характерные специальные эффекты. Реализовать управление всей гаммой потенциальных возможностей синтеза звука в рамках одного аналогового устройства было невозможно. Рабочее место музыканта того времени могло состоять из нескольких разнородных синтезаторов; работать с таким "зоопарком" было сложно. 
В начале 80-х годов необходимость увеличения гибкости управления разнородными синтезаторами стала очевидной, а развитие электроники подсказало путь решения проблемы: цифровое программное управление. Компании-производители синтезаторов удачно смогли договориться о разработке и поддержке единого стандарта на интерфейс управления синтезаторами, который и появился в 1982 году. Идеология стандарта подразумевала разделение органов управления и аппаратуры синтеза звука. Интерфейс MIDI фактически стал средством передачи положения клавиш и регуляторов от музыкальной клавиатуры к аппаратуре синтеза звука. Теперь музыкант мог с одной клавиатуры управлять несколькими синтезаторами разных типов и фирм-изготовителей. Более того, цифровой формат передачи позволил дополнить аппаратуру секвенсорами — устройствами, запоминающими наигранную мелодию. Теперь музыкант мог записывать композиции или их части, микшировать без потери качества звука и использования сложных студийных магнитофонов того времени. Стандарт быстро завоевал популярность. Постепенно дополняясь новыми возможностями, он не потерял актуальности и в наше время.

## Стандарт на аппаратуру и программное обеспечение

Схемотехника интерфейса

Физический уровень интерфейса представляет собой токовую петлю (что обеспечивает гальваническую развязку и безопасность при соединении устройств между собой). Передатчик активный, 5 мА, наличие тока обозначает 0, нет тока — 1. Разъём 5-штырьковый DIN 41524. Приёмопередатчик асинхронный, скорость 31250 бит/с, формат 8-N-1.
Устройства соединяются кабелями. Выход данных ведущего устройства (разъём MIDI OUT) соединяется со входом ведомого устройства (разъёмом MIDI IN). Данные по кабелю передаются только в одном направлении, от ведущего устройства к ведомому (например, от музыкальной клавиатуры к синтезатору). Для двусторонней передачи данных требуется второй кабель.
Большая часть MIDI-устройств не копируют сообщения с входного на выходной разъём. Существует третий тип разъёма (MIDI THRU), на котором дублируется поток данных со входа. Этот тип разъёма позволяет соединить в цепочку произвольное количество синтезаторов. Однако такой тип разъёма есть не у всех синтезаторов. Кроме того, MIDI-устройства могут объединяться с помощью устройств MIDI thru box (хабов), которые ретранслируют входной сигнал на несколько выходов.
Стандарт описывает аппаратный интерфейс, который позволяет соединять электронные музыкальные инструменты и компьютеры различных производителей, описывает протоколы связи для передачи данных от одного устройства к другому. MIDI-устройства могут взаимодействовать с программными приложениями, используя коммуникационный протокол MIDI. Используя соответствующий программный MIDI-секвенсор, внешние MIDI-устройства могут посылать информацию на синтезатор звуковой карты. MIDI базируется на пакетах данных, каждый из которых соответствует MIDI-событию (англ. MIDI-events), от нажатия клавиши до простой паузы, эти события разделяются по каналам. Сложная среда MIDI может включать различную аппаратуру, причём каждая часть системы будет отвечать за события на соответствующем канале. Альтернативным вариантом может быть одиночный синтезатор, который сам может управлять всеми каналами.

## Формат музыкальных файлов
В отличие от других форматов это не оцифрованный звук, а наборы команд (проигрываемые ноты, ссылки на проигрываемые инструменты, значения изменяемых параметров звука), которые могут воспроизводиться по-разному в зависимости от устройства воспроизведения. Удобство формата MIDI как формата представления данных позволяет реализовывать устройства, производящие автоматическую аранжировку по заданным аккордам, а также приложения 3D-визуализации звука. Кроме того, такие файлы, как правило, имеют на несколько порядков меньший размер, чем оцифрованный звук сравнимого качества.
Стандартный MIDI-файл (SMF — Standard MIDI File) — это специально разработанный формат файлов, предназначенный для хранения данных, записываемых и/или исполняемых секвенсором, секвенсор может быть как программой для компьютера, так и аппаратно выполненным модулем.
В этом формате хранятся стандартные MIDI-сообщения (то есть статус-байты и соответствующие им байты данных), а также временные метки или маркеры для каждого сообщения (то есть последовательности байтов, указывающие, какое количество условных единиц времени (импульсов, тиков) необходимо подождать перед тем, как исполнить следующее событие MIDI). Этот формат позволяет сохранять информацию о темпе, временном разрешении, выраженном в количестве тиков на одну четвертную длительность (или во временных единицах, приходящихся на одну секунду, в формате SMPTE), обозначения размера, информацию о музыкальных ключах, а также хранить названия треков и паттернов. Формат предусматривает возможность сохранения в одном файле нескольких паттернов и треков таким образом, что программы-приложения могут выбирать из всего набора хранимой информации ту, которая будет понятна данному приложению.
Как правило, трек представляет собой аналог музыкальной партии, например партии трубы. Аналогом паттерна может служить весь набор партий, взятых вместе, например совокупность партий трубы, ударных, фортепиано и т. д., которые используются в данном произведении или его части и исполняются одновременно.
При разработке формата предусмотрели возможность для любого секвенсора читать и записывать файл таким образом, чтобы, с одной стороны, не потерялись его данные, а с другой стороны, чтобы формат был достаточно гибким, приложения могли сохранять в файлах свою специфическую информацию, понятную только им, но не понятную другим программам-приложениям, причём при загрузке файлов MIDI непонятная другим программам-приложениям информация не приводит к недоразумениям, а просто игнорируется. В этом смысле формат файлов MIDI можно сравнить с форматами текстовой информации. Различные программы-секвенсоры способны читать MIDI-файлы, подобно тому, как различные текстовые редакторы читают ASCII-файлы, которые могут содержать вспомогательную информацию, понятную лишь данному редактору. Но в отличие от ASCII-файлов MIDI-файлы содержат цифровую информацию, и к тому же эта информация сохранена в виде записей, то есть групп байтов, которые содержат свой заголовок, состоящий из идентификатора записи и длины записи. Эти записи могут форматироваться, загружаться, игнорироваться и т. д. независимо друг от друга. Для осуществления работы с записями программы-приложения используют дополнительную информацию, записываемую в MIDI-файл. Например, возможно, программа «захочет» сохранить флаг, указывающий на то, что пользователь установил включённым звук метронома. Программа может вставить этот флаг в MIDI-файл таким образом, что другая программа-приложение сможет пропустить этот флаг без внимания. В будущем, возможно, существующий формат MIDI будет расширен и появятся новые типы записей. Новые программы для работы с MIDI-файлами будут распознавать и новые типы записей. Однако старые MIDI-файлы могут быть воспроизведены в своём исходном виде. Формат MIDI задуман таким образом, что с его расширениями будут совместимы более ранние его версии.

### Что такое запись?
Данные всегда хранятся в виде записей. В одном MIDI-файле могут сосуществовать несколько различных записей. Каждая запись может иметь свой собственный размер, то есть количество байтов в различных записях может быть различно. Данные, хранящиеся в одной записи, связаны друг с другом определённым образом. Запись — это по своей сути набор взаимосвязанных байтов.
Каждая запись начинается с указания её идентификатора, который состоит из четырёх букв, то есть из четырёх ASCII-байтов. Этот идентификатор указывает, какой тип записи представлен в содержащихся в записи байтах данных. Последующие за идентификатором четыре байта (каждый из которых состоит из 8 бит) образуют 32-битное значение, указывающее длину (или размер) данной записи. Все записи должны начинаться с этих двух полей: идентификатора записи и размера записи. Эти два поля, занимающие всего 8 байт, образуют заголовок записи.
Длина записи не учитывает 8 байт заголовка. Байты длины просто указывают количество байтов в записи, которые следуют за заголовком.
Приведём пример заголовка (здесь байты представлены в шестнадцатеричном виде):
```
4D 54 68 64 00 00 00 06
```

Отметим, что первые четыре байта заголовка образуют MThd (то есть первыми четырьмя байтами заголовка являются ASCII значения букв 'M', 'T', 'h', и 'd'). Последующие 4 байта говорят нам, что в записи будет ещё 6 байтов, следующих за заголовком. После этих шести байтов должен следовать следующий заголовок записи или же конец MIDI-файла.
Фактически все MIDI-файлы начинаются с заголовка MThd, и именно этот факт является указанием на то, что мы имеем дело со стандартным MIDI-файлом.

### Запись MThd
Запись MThd имеет длину 6 байт и следует за идентификатором MThd и 32 битным числом (00 00 00 06).
Рассмотрим подробно эти 6 байтов, следующих за 8-байтным заголовком в MThd записи.
Первые два байта данных содержат информацию о формате или типе MIDI-файла. Существует три различных типа (формата) MIDI-файлов:
- Тип 0 означает, что файл содержит MIDI-данные, записанные на одном треке, который, вероятно, объединяет в себе все 16 MIDI-каналов. Если ваш секвенсор сохраняет MIDI-данные в одном единственном блоке памяти, из которого он их воспроизводит, то такой секвенсор будет читать и записывать MIDI-данные именно в этот тип MIDI-файлов.
- Файл типа 1 подразумевает, что в нём содержатся несколько (но, возможно, и всего один) одновременно воспроизводимых треков, каждый, вероятно, представляет свой собственный MIDI-канал. Все треки начинают воспроизводиться в один и тот же нулевой момент времени. Все треки, взятые вместе, образуют паттерн. Если ваш секвенсор разделяет в памяти различные MIDI-треки и хранит их в различных блоках и воспроизводит различные треки одновременно, то такой секвенсор будет читать и писать файлы типа 1.
- Файлы типа 2 содержат один или несколько независимых треков, каждый такой трек образует свой собственный паттерн. Если ваш секвенсор разделяет MIDI-данные на несколько блоков в памяти, но воспроизводит лишь один-единственный блок в данное время, но не воспроизводит их одновременно, когда каждый блок памяти содержит отдельную пьесу или её кусок, то этот секвенсор будет читать и записывать MIDI-файлы второго типа.

Следующие два байта определяют количество треков, хранимых в файле, эти два байта обозначаются NumTracks. Естественно, что для файлов типа 0 значение NumTracks всегда равно 1. Для двух оставшихся типов возможны другие значения.
Оставшиеся два байта указывают величину временного разрешения, то есть количество временных импульсов (временных тиков), приходящихся на одну четвертную длительность, что в виде аббревиатуры английских слов обозначается как PPQN. Например, если ваш секвенвер использует 96 ppqn, то соответствующее поле в заголовке записи будет иметь шестнадцатеричное значение 00 60.
Напротив, если первый байт рассматриваемого поля заголовка отрицателен, то соответствующий формат использует стандарт SMPTE вместо стандарта PPQT. В этом случае первый байт поля временного разрешения принимает значения −24, −25, −29 или −30, что соответствует четырём стандартным типам в стандарте SMPTE. Второй байт (положительная величина) указывает величину разрешения во фрейме. Стандартные величины разрешения фрейма представляют собой 4 (временной код MIDI), 8, 10, 80 (SMPTE) или 100.
Задавая значения фреймов −25 и величину внутрифреймового разрешения 40, можно установить значение временного разрешения длительностью в миллисекунду.
Ниже приводится пример целой записи типа MThd, включая её заголовок:
```
4D 54 68 64 MThd идентификатор
00 00 00 06 Длина записи MThd всегда равна 6 байтам
00 01 Формат данного MIDI-файла 1
00 02 В данном файле содержится 2 записи типа MTrk
00 60 The Pulses Per Quarter Note is 96.

```

### Запись MTrk
За записью MThd следует MTrk запись. Это единственный тип записи, отличающийся от MThd записи, который определён для MIDI-файлов в настоящее время. Если по какой-либо причине в файле содержится идентификатор какой-либо записи другого типа, то, вероятно, эта запись создана для какой-либо другой программы, и эта запись должна быть проигнорирована в соответствии с указанной в её заголовке длиной данной записи.
MTrk запись содержит в себе MIDI-данные и байты временных меток, а также необязательную информацию. Эти данные относятся к одному треку. Очевидно, что количество MTrk записей в файле должно совпадать со значением NumTracks, указанном в записи MThd.
Заголовок записи MTrk начинается с идентификатора записи, который представляет собой четыре ASCII-байта 'M', 'T', 'r', 'k', за которым следует значение длины записи, то есть число, равное количеству байтов в данной записи. Для различных треков значения длин MTrk записей могут быть различны. (Например, трек, содержащий партию скрипки из Концерта Баха, по всей видимости будет содержать больше данных, чем трек, содержащий басовую партию, в которой на один такт приходится лишь две ноты.)
Величины переменной длины — Временные метки событий
Трек в MIDI-файле аналогичен треку в MIDI-секвенсоре. Трек секвенсора содержит последовательность событий. Например, первым событием может быть взятие ноты «до» первой октавы. Вторым событием может быть взятие ноты «ми» терцией выше. Эти два события могут произойти в одно и то же время. Третьим событием может быть снятие ноты «до». Это событие может произойти несколькими долями позже после первого события (то есть звук «до» будет снят спустя несколько долей после того, как он был взят). Для каждого события указывается его время, именно в этот момент времени событие происходит. Все события организованы в пределах одной записи в памяти секвенсора в порядке их появления во времени.
В MIDI-файле время события указывается перед байтами данных, которые описывают само событие. Иными словами, временна́я метка события предшествует описанию события. Например, если первое событие происходит спустя 4 временных интервала (временной интервал устанавливается в MThd записи) после начала воспроизведения, то соответствующее ему значение «дельта» — значение промежутка времени — устанавливается равным 04. Если следующее событие происходит одновременно с этим первым событием, то значение его времени дельта равно 00. Таким образом, время дельта — это длительность, выраженная в элементарных временных интервалах, между данным событием и ему предшествующим событием.
Поскольку предполагается, что все треки начинают воспроизводиться с момента времени равного 0, то время дельта первого события становится равным 0.
Значения времен дельта хранятся в виде последовательностей байтов, которые носят название величин переменной длины. Лишь младшие 7 бит каждого байта являются значимыми для определения дельта времени. В зависимости от величины времени дельта, количество байтов может быть различным. Старший бит последнего байта в последовательности равен 0. Если время дельта находится в пределах от 0 до 127, то оно может быть выражено одним единственным байтом. Самое большое время дельта устанавливается в размере 0FFFFFFF, для записи такого времени потребуется величина переменной длины размером 4 байта. Так могут выглядеть величины переменной длины для разных значений времен дельта (время дельта выражено в виде 32-битного значения):
Время дельта Соответствующая величина переменной длины
```
00000000 00
00000040 40
0000007F 7F
00000080 81 00
00002000 C0 00
00003FFF FF 7F
00004000 81 80 00
00100000 C0 80 00
001FFFFF FF FF 7F
00200000 81 80 80 00
08000000 C0 80 80 00
0FFFFFFF FF FF FF 7F

```

Отметим, что использование значений переменной длины, то есть разбиение большой величины на последовательность байтов, не ограничивается случаем с временами дельта. Значения переменный длины используются в MIDI-файлах и в других случаях.

### События
Первые байты (от 1 до 4) записи MTrk задают значение времени дельта для первого события в формате величины переменной длины. Следующий за этой величиной байт данных представляет собой первый байт события MIDI. Этот байт носит название байта статуса события или байта текущего MIDI-статуса. Для MIDI-событий он представляет собой статус байт данного события. Например, если этот байт равен 0x90, то данное событие — это событие Взять Ноту на MIDI-канале 0. Или, если этот байт равен 0x23, то необходимо обратиться к статус-байту предыдущего события. Очевидно, что первое MIDI-событие в MTrk записи обязательно должно содержать в себе статус-байт. После статус-байта следуют один или два байта данных, в зависимости от типа события.
Особый случай представляют собой сообщения SYSEX, имеющие статус-байт, равный F0. События SYSEX могут иметь любую длину. После статус байта F0 следует последовательность значений переменной длины. Можно получить 32-битовое значение, которое равно количеству следующих далее байтов, образующих SYSEX-событие. Эта длина не включает в себя статус байт (F0).
Рассмотрим в качестве примера следующее SYSEX-событие MIDI:
```
F0 7F 7F 04 01 7F 7F F7
```

В MIDI-файле такое событие будет сохранено в виде следующей последовательности байтов (исключая время дельта, предшествующее событию):
```
F0 07 7F 7F 04 01 7F 7F F7
```

Статус-байт FF зарезервирован для использования в качестве статуса события, не являющегося MIDI-событием. За байтом FF следует другой байт, указывающий какой тип не-MIDI события описывается в данном событии. Это своеобразный второй статус-байт. За этим байтом следует величина переменной длины, которая показывает, какое количество байтов содержится в данном событии. то есть задаёт длину события. Длина не включает в себя начальный статус байт FF, байт типа события, байты длины события. Это особое сообщение, не принадлежащее протоколу MIDI, носит название мета-события. Ниже описаны некоторые мета-события. Если не указано обратное, в записи MTrk может быть размещено более одного мета-события, причём одно и то же мета-событие может быть размещено в одной записи более одного раза. Как и все MIDI-события, мета-события имеют дельта времена (временные метки). Таким образом, мы можем произвольно смешивать MIDI-события и мета-события.

### Номер последовательности (записи)
```
FF 00 02 ss ss
```

Это необязательное мета-событие должно находиться в самом начале MTrk записи перед первой ненулевой временной меткой или перед первым событием. Это мета-событие устанавливает номер последовательности (номер записи) Два байта данных ss ss соответствуют данным в MIDI-сообщении MIDI Cue. В MIDI-файлах второго типа эти числа определяют номера каждого паттерна (или MTrk записи) таким образом, что последовательность пьес, содержащихся в файле, может быть управляема при помощи сообщения MIDI Cue. Если байты ss ss опущены (длина данного мета-сообщения равна 0 вместо 2), то номера MTrk записей устанавливаются в порядке того, как они записаны в файле (первая MTrk соответствует первому треку и т. д.) Файлы нулевого и первого типов, которые содержат единственный паттерн, могут содержать мета-сообщение номера последовательности только в первой MTrk записи. Несколько файлов первого типа, содержащих различные номера последовательностей, могут рассматриваться как коллекции независимых пьес.
Можно использовать только одно мета-сообщение номера последовательности для каждой MTrk записи в файле формата 2. Можно использовать только одно мета-сообщение номера последовательности в файле формата 0 или формата 1, и это мета-сообщение должно находиться в первой MTrk записи.

### Текст
```
FF 01 len text
```

Это мета-событие содержит любой объём текста любого назначения. Значение len содержит длину текстового сообщения в байтах. Наиболее удобно помещать такие мета-сообщения в начале MTrk записи. Несмотря на то, что записываемый текст может быть использован в любых целях, необходимо иметь в виду, что предусмотрены также и иные текстовые мета-сообщения, которые специально предназначены для указания инструментов оркестра, слов песен, названий треков и другие. Данное мета-событие главным образом предназначено для добавления комментариев к MIDI-файлу, предполагается, что при загрузке файлов эти комментарии будут проигнорированы.
Отметим, что величина len представляется в виде значения переменной длины.

### Мета-событиеCopyright
```
FF 02 len text
```

Текстовое мета-событие copyright наиболее удобно помещать в начале MTrk записи
Отметим, что величина len представляется в виде значения переменной длины.

### Имя последовательности/Имя трека
```
FF 03 len text
```

Текстовое мета-событие, содержащее название MIDI-последовательности или трека. Удобно располагать это мета-событие в начале MTrk записи.
Отметим, что величина len представляется в виде значения переменной длины.

### Инструмент
```
FF 04 len text
```

Текстовое мета-событие, содержащее название инструмента, исполняющего данный трек. Название инструмента может отличаться от названия самого трека. Например, название трека может быть, скажем, «Ария Ленского», а название инструмента может указывать на голос и содержать значение «Тенор».
Наиболее удобно располагать одно или несколько мета-событий подобного типа в самом начале MTrk записи, поскольку эти события несут вспомогательную информацию, которая информирует пользователя о том, какой инструмент исполняет данный трек, а также сообщают другие полезные данные. Обычно реальные параметры, задающие тип инструмента, исполняющего трек, хранятся в файле в виде MIDI-событий типа MIDI Program Change, а описанные здесь мета-события позволяют снабдить пользователя удобно читаемыми описаниями, соответствующими сделанным в MTrk записях конфигурациям.
Отметим, что величина len представляется в виде значения переменной длины.

### Слова
```
FF 05 len text
```

Текстовое мета-событие, содержащее слова вокального произведения, приходящиеся на ту или иную музыкальную долю. Одно мета-событие «Слова» должно содержать один единственный слог текста.
Отметим, что величина len представляется в виде значения переменной длины.

### Маркер
```
FF 06 len text
```

Текстовое мета-событие Маркер устанавливается на определённой музыкальной доле. Это событие может использоваться для организации петель и может обозначать начальную и конечную точку петли.
Отметим, что величина len представляется в виде значения переменной длины.

### Точка входа Cue Point
```
FF 07 len text
```

Текстовое мета-событие «точка входа» может использоваться для обозначения точки входа внешнего потока данных, например точки начала воспроизведения файла с цифровым звуком. Текстовое значение данного мета-события может содержать имя WAV файла, содержащего цифровой звук.
Отметим, что величина len представляется в виде значения переменной длины.

### Канал MIDI
```
FF 20 01 cc
```

Это необязательное мета-событие обычно располагается в начале MTrk сообщения перед первой ненулевой временной меткой и перед первым мета-событием, исключая мета-событие номера последовательности. Мета-событие «канал MIDI» устанавливает значение MIDI-канала с которым будут связаны все последующие мета-события и события SYSEX. Байт данных cc — это номер MIDI-канала, величине 0 соответствует первый канал.
Спецификация MIDI не предусматривает указание номера канала для SYSEX событий и мета-событий. Если создаётся файл типа 0, то все SYSEX события и мета-события находятся на одном треке и затруднительно распределить эти события между соответствующими канальными (голосовыми) сообщениями (например, если вы хотите обозначить партию канала 1 как «Флейта соло», а партию канала 2 как «Труба соло», то вам придётся использовать два мета-события «Имя трека» для введения этих названий, но поскольку оба этих трека расположены на одном канале, то перед первым мета-сообщением имени трека необходимо поместить мета-сообщение «канал MIDI», в котором указать номер соответствующего канала, а перед вторым мета-сообщением имени трека поместить мета-сообщение канала MIDI с указанием номера второго канала.
На одном MIDI-треке можно использовать более одного мета-сообщения «канал MIDI», если события этого трека нужно распределить между несколькими каналами MIDI.

### Порт MIDI
```
FF 21 01 pp
```

Это необязательное событие, которое как правило располагается в начале записи MTrk перед первым ненулевым временем дельта и перед первым MIDI-событием, которое определяет, с каким MIDI-портом (или устройством) связаны события данного MTrk сообщения. Байт данных pp — это номер порта, нулевому значению pp соответствует первое MIDI-устройство в системе.
Спецификация MIDI предусматривает лишь 16 каналов на один входной или выходной порт (устройство, разъём, инструмент — терминология может быть различной) MIDI. Номер MIDI-канала каждого события MIDI содержится в статус байте события, где он занимает четыре младших бита. Таким образом, номер канала всегда представляет собой число в пределах от 0 до 15. Иногда система позволяет осуществлять работу более чем с 16 каналами MIDI, возникает необходимость преодолеть ограничения, накладываемые малым количеством каналов MIDI, и расширить возможности обмена MIDI-данными, сделать обмен информацией со внешними MIDI-устройствами более эффективным, то есть позволить музыканту работать более чем с 16 каналами. Некоторые секвенсоры также позволяют осуществлять работу более чем с 16 MIDI-каналами на входе и выходе одновременно. К сожалению, протокол MIDI не предусматривает возможность использования более чем 16 MIDI-каналов в рамках статус байта в событии MIDI. Поэтому необходим дополнительный метод, который позволяет различать события, которые соответствуют первому каналу на первом MIDI-порте от событий, соответствующих, скажем, первому каналу на втором MIDI-порте. Описываемое мета-событие позволяет секвенсору определить, на какой MIDI-порт посылать события данного MTrk сообщения.
Допускается располагать более одного мета-события «Порт MIDI» в пределах одного MIDI-трека, если требуется изменить значение MIDI-порта в определённый момент времени.

### Темп
```
FF 51 03 tt tt tt
```

Это событие указывает на изменение темпа. 3 байта данных tt tt tt определяют темп в микросекундах в четвертной ноте. Другими словами, значение темпа (мкс) говорит вам, сколько времени должна звучать каждая из «четвертных нот». Если tt tt tt = 07 А1 20, то каждая четвертная нота должна иметь длительность 07 А1 20 (или 500 000) микросекунд. Как правило, музыканты выражают темп как «сумму четвертных нот в каждую минуту (то есть период времени)». Это полностью противоположно тому, как формат MIDI выражает его. Чтобы преобразовать темп в MIDI формат (BPM — ударов в минуту): BPM = 60000000 / (tt tt tt). Например, темп 120 BPM = 07 А1 20 микросекунд за четвертную ноту. ПРИМЕЧАНИЕ: Если темп не определён, по умолчанию предполагается значение 120 BPM.

### SMPTE Offset
FF 54 05 hr mn se fr ff
Назначает время начала (часы, минуты, секунды, кадры, подкадры) MIDI-дорожки согласно стандарту SMPTE.

### Time Signature (размер)
FF 58 04 nn dd cc bb
Музыкальный размер задаётся четырьмя байтами.
• nn и dd — соответственно числитель и знаменатель в нотной записи.
Знаменатель вычисляется как двойка в степени dd. (dd = 2: 1/4; dd = 3: 1/8 и т. д.)
• cc expresses the number of MIDI clocks in a metronome click.
• bb expresses the number of notated 32nd notes in a MIDI quarter note (24 MIDI clocks).
This event allows a program to relate what MIDI thinks of as a quarter, to something entirely different. For example, 6/8 time with a metronome click every 3 eighth notes and 24 clocks per quarter note would be the following event: FF 58 04 06 03 18 08
NOTE:
• If no Time Signature is defined, the default value 4/4 is assumed.
• Time Signature can only be redefined at measure beginnings.

### Key Signature (тональность)
FF 59 02 sf mi
• sf = −7 для 7 бемолей, −1 для 1 бемоля и т. д., 0 для до-мажора или натурального ля-минора, 1 для 1 диеза и т. д.
• mi = 0 для мажора, 1 для минора.

### Конец трека
```
FF 2F 00
```

Это событие является обязательным. Оно обязано быть последним событием каждой MTrk записи. Оно представляет собой явное обозначение конца MTrk записи. Допускается использование единственного мета-события «Конец трека» для каждой MTrk записи.

## Улучшение звучания синтезатора MIDI
Файлы MIDI являются набором команд для синтезатора (секвенсора), установленного на компьютере, но не несут в себе готовых для воспроизведения аудиоданных в отличие от трекерных модулей.
Часто звучание установленного по умолчанию на Windows «Программного синтезатора» не устраивает пользователя (из-за качества семплов в его банке звуков). Для улучшения звука можно выбрать банк со звуками лучшего качества, или же синтезатор с отличным от волнового способом создания звука.

## Преобразование в MIDI
Для преобразования музыкальных записей в команды MIDI существуют различные программы. В качестве исходных могут использоваться как WAV-файлы, так и файлы формата MP3, дорожки Audio CD, а также непосредственно поступающий с микрофона звук без записи его в файл. Некоторые программы умеют распознавать полифоническую музыку, то есть содержащую много голосов. Для улучшения качества распознавания в некоторых программах можно использовать встроенный нотный редактор.

## MIDI-культура
Black MIDI — жанр абстрактной музыки, основная идея которого, сделать мелодию, которую невозможно повторить на классических музыкальных инструментах. 
Есть различные цели при написании музыки — cделать максимально большой файл, повторить вокал на пианино или же сделать сложный узор аудиодорожками .